# Zəlimxan
Zəlimxan è un comune dell'Azerbaigian situato nel distretto di Ağstafa. Conta una popolazione di 1 163 abitanti.